# Bangkok Hilton
Bangkok Hilton est une mini-série australienne en trois parties de 90 minutes réalisée par Ken Cameron et diffusée les 5, 6 et 7 novembre 1989 sur Network Ten.
Cette mini-série a été diffusée dans les pays francophones au moins sur M6.

## Synopsis
Hal Stanton vit dans la honte depuis qu'il a été obligé de dénoncer un groupe de prisonniers britanniques voulant s'évader de la prison de Bangkok pendant la Seconde Guerre mondiale. Dans les années 1960, devenu avocat et ayant pris un pseudonyme, il vit une histoire d'amour passionnée avec Katherine Faulkner, héritière d'une riche famille australienne. Mais son passé le rattrape et il doit partir. Katherine est néanmoins enceinte et accouche d'une fille, Katrina.
Des années plus tard, après la mort de sa mère, Katrina apprend que son père est toujours en vie. Elle décide de le retrouver et se lie avec Arkie Ragan, un photographe qui devient rapidement son amant. À l'insu de Katrina, Arkie cache de l'héroïne dans ses affaires. Katrina est arrêtée à l'aéroport de Bangkok et enfermée dans une sordide prison pour femmes surnommée « Bangkok Hilton ». Elle y rencontre une compatriote, Mandy Engels, condamnée à mort qui l'aide à survivre. Richard Carlisle, l'avocat de Katrina, tente pendant ce temps de la faire libérer avec l'aide de Hal.

## Fiche technique
- Réalisation : Ken Cameron
- Scénario : Terry Hayes
- Photographie : Geoff Burton
- Musique : Graeme Revell
- Société de production : Kennedy Miller Productions
- Pays d'origine :  Australie
- Langue originale : anglais
- Genre : drame
- Durée : 270 minutes
- Dates de diffusion : 
  -  Australie : du 5 au 7 novembre 1989

## Distribution
- Nicole Kidman : Katrina Stanton
- Denholm Elliott : Hal Stanton
- Hugo Weaving : Richard Carlisle
- Joy Smithers (en) : Mandy Engels
- Norman Kaye (en) : George McNair
- Jerome Ehlers : Arkie Ragan
- Noah Taylor : Billy Engels
- Gerda Nicolson (en) : Lady Faulkner
- Pauline Chan (en) : Kang
- Richard Carter (en) : l'inspecteur King
- Judy Morris : Catherine Faulkner
- Deborah Kara Unger : Astra

## Accueil
En Australie, c'est la mini-série qui a eu la meilleure audience de l'année 1989.

## Distinctions
Lors des Logie Awards 1990, Nicole Kidman a remporté le prix de la meilleure actrice, et Bangkok Hilton celui de la mini-série la plus populaire.